# آپتون واررن
آپتون واررن (به انگلیسی: Upton Warren) یک روستا و محله مدنی در بریتانیا است که در Wychavon واقع شده‌است. آپتون واررن ۲۹۱ نفر جمعیت دارد.